# Acer mirabile
Acer mirabile là một loài thực vật có hoa trong họ Bồ hòn. Loài này được Hand.-Mazz. mô tả khoa học đầu tiên năm 1924 publ. 1925.